# Ragnhildsborgsbacken

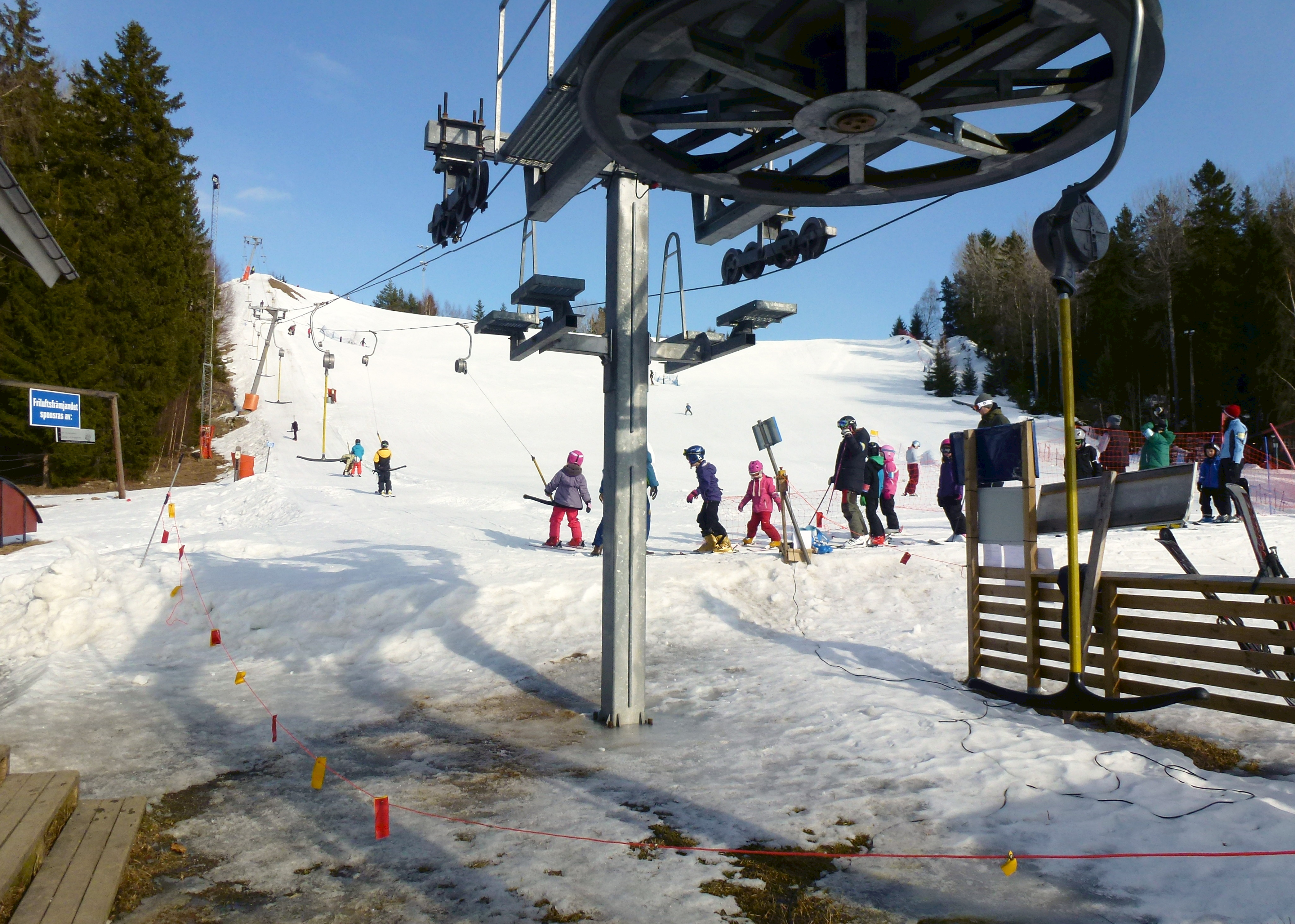
Ranghildsborgsbacken i mars 2013.

Ragnhildsborgsbacken är en skidanläggning vid Ragnhildsborgs gård i Södertälje kommun. Anläggningen drivs av Friluftsfrämjandet med ideellt arbetande medlemmar. 
Ragnhildsborgsbacken är Södertäljes största alpina anläggning. Här finns släplift, snökanoner, pistmaskin och servering samt skid- och snowboardskola. Backen har även en skiduthyrning med gott utbud för barn såväl som vuxna. Backens fallhöjd är 45 meter och högsta punkt ligger 47 meter ö.h. Det finns två gröna och en blå nerfart och den längsta är på 500 meter. 